# Сан-Джироламо-делла-Карита
Церковь Сан-Джироламо-делла-Карита (итал. La chiesa di San Girolamo della Carità — Церковь Святого Иеронима Милосердного) — католическая церковь в Риме, расположенная в районе Регола, на улице Виа ди Монсеррато, недалеко от Палаццо Фарнезе. Церковь также является титулярной церковью диаконства Сан-Джироламо-делла-Карита. Согласно легенде, церковь была основана в IV веке на месте дома матроны Паолы, приютившей Иеронима Стридонского, в будущем святого, одного из Учителей Церкви.

## Архитектура

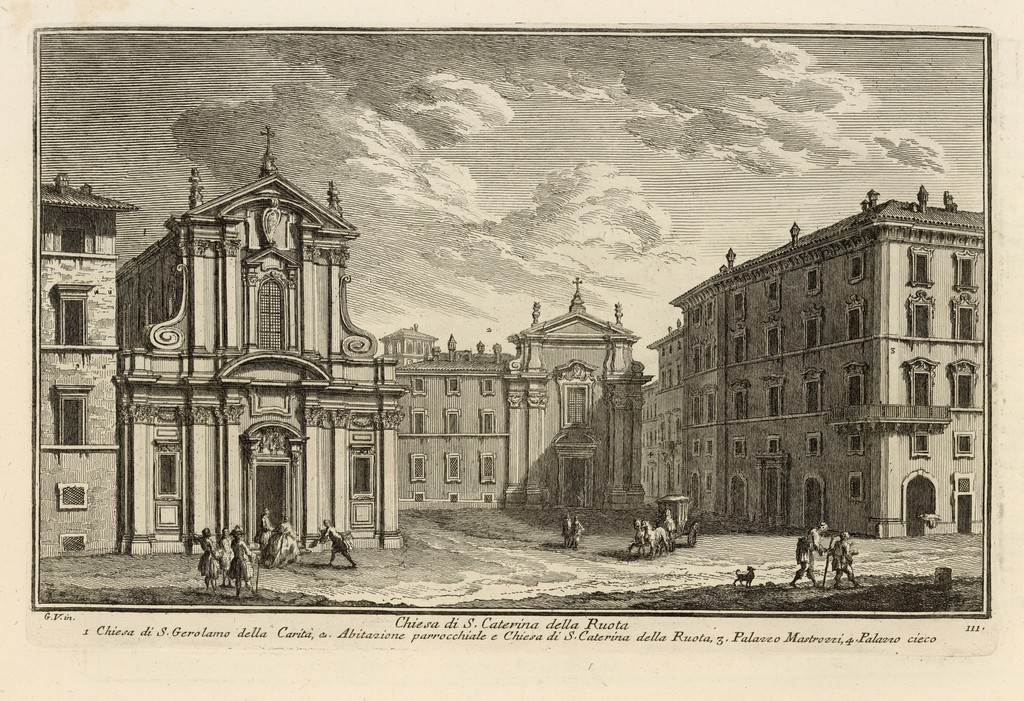
Дж. Вази. Церковь Сан-Джироламо-делла-Карита (слева). 1756. Офорт

Первая церковь на этом месте была значительно перестроена и расширена около 1654 года архитектором Доменико Кастелли. Фасад оформлен по проекту выдающегося архитектора римского барокко Карло Райнальди (1660). Внутри находится один неф, перекрытый богато украшенным «подшивным» резным деревянным потолком. Первая капелла справа — Капелла Спада, работа Вирджилио Спада, созданная в сотрудничестве с Франческо Борромини, украшенная богатой облицовкой из яшмы и цветного мрамора, с овальными медальонами, содержащими бюсты предков, и бронзовой гирляндой, обрамляющей драгоценную картину XV века.
В главном алтаре, спроектированном Карло Райнальди, находится копия картины Доменикино «Последнее причастие святого Иеронима», которая ныне хранится в Пинакотеке Ватикана и выполнена по образцу знаменитой картины Агостино Карраччи. Среди других достопримечательностей следует отметить капеллу Антаморо (1708), единственную римскую работу архитектора Филиппо Юварры, украшенную мраморной статуей Святого Филиппо Нери работы французского скульптора, работавшего в Риме Пьера Легро Младшего.
В церкви Сан-Джироламо похоронен художник Франческо Сальвиати.

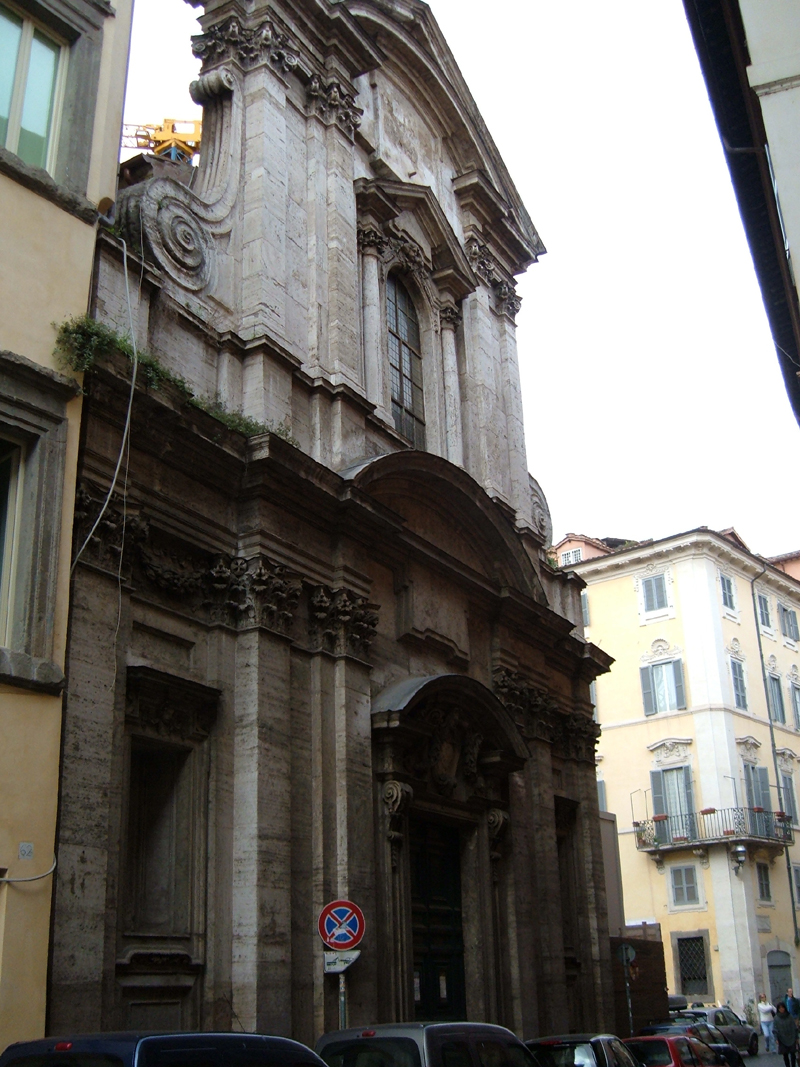
Главный фасад церкви
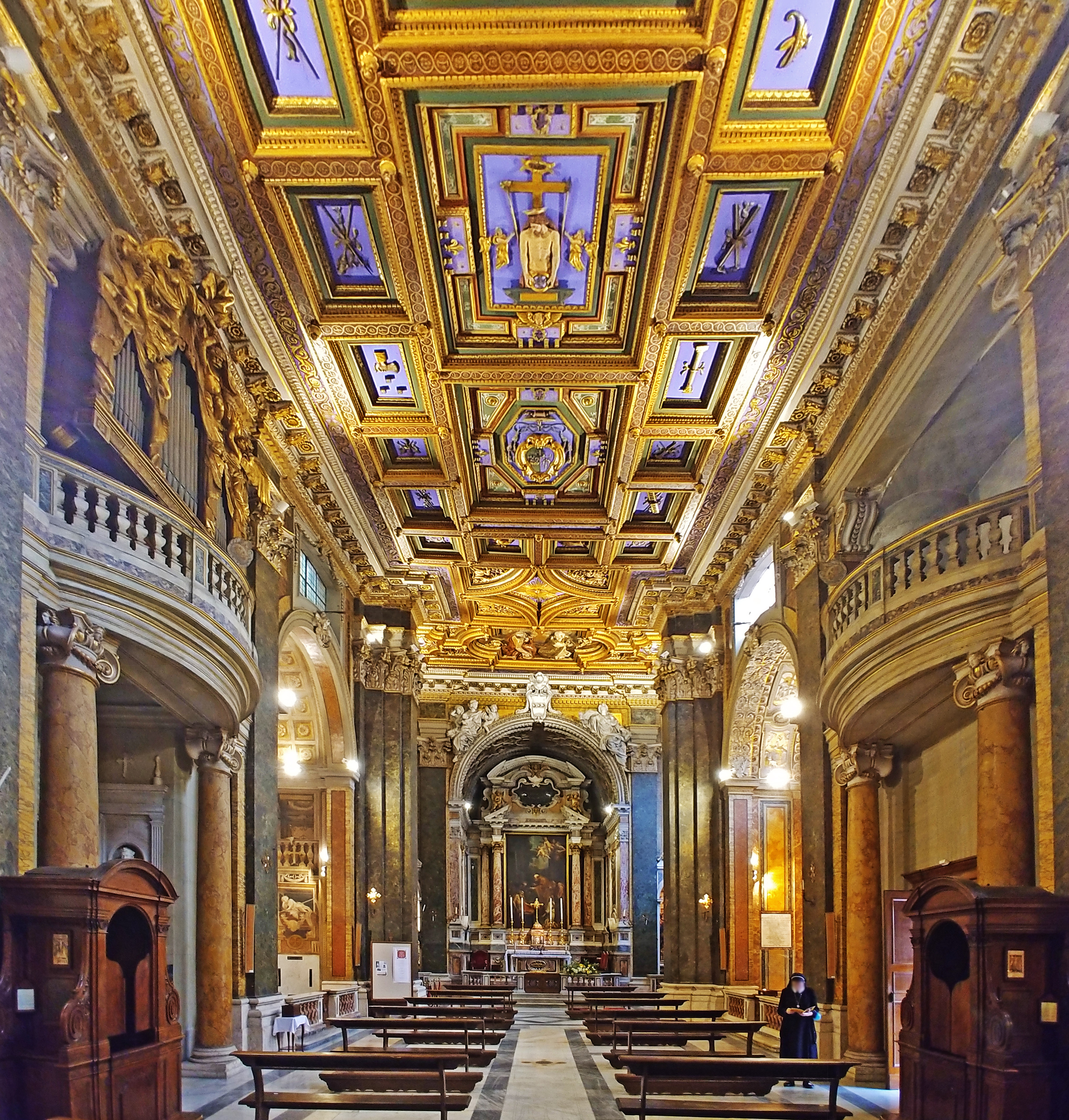
Интерьер
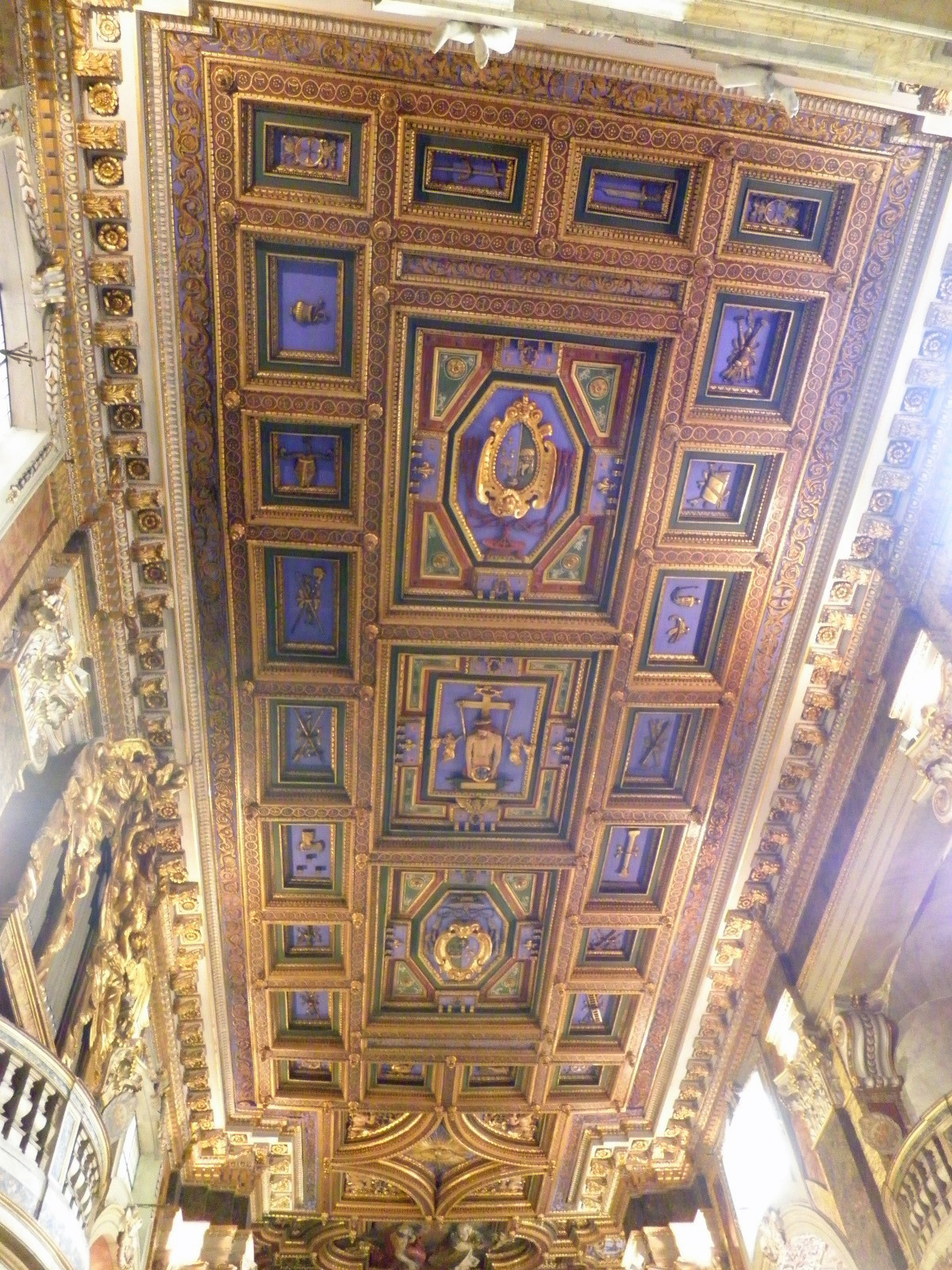
Плафон нефа
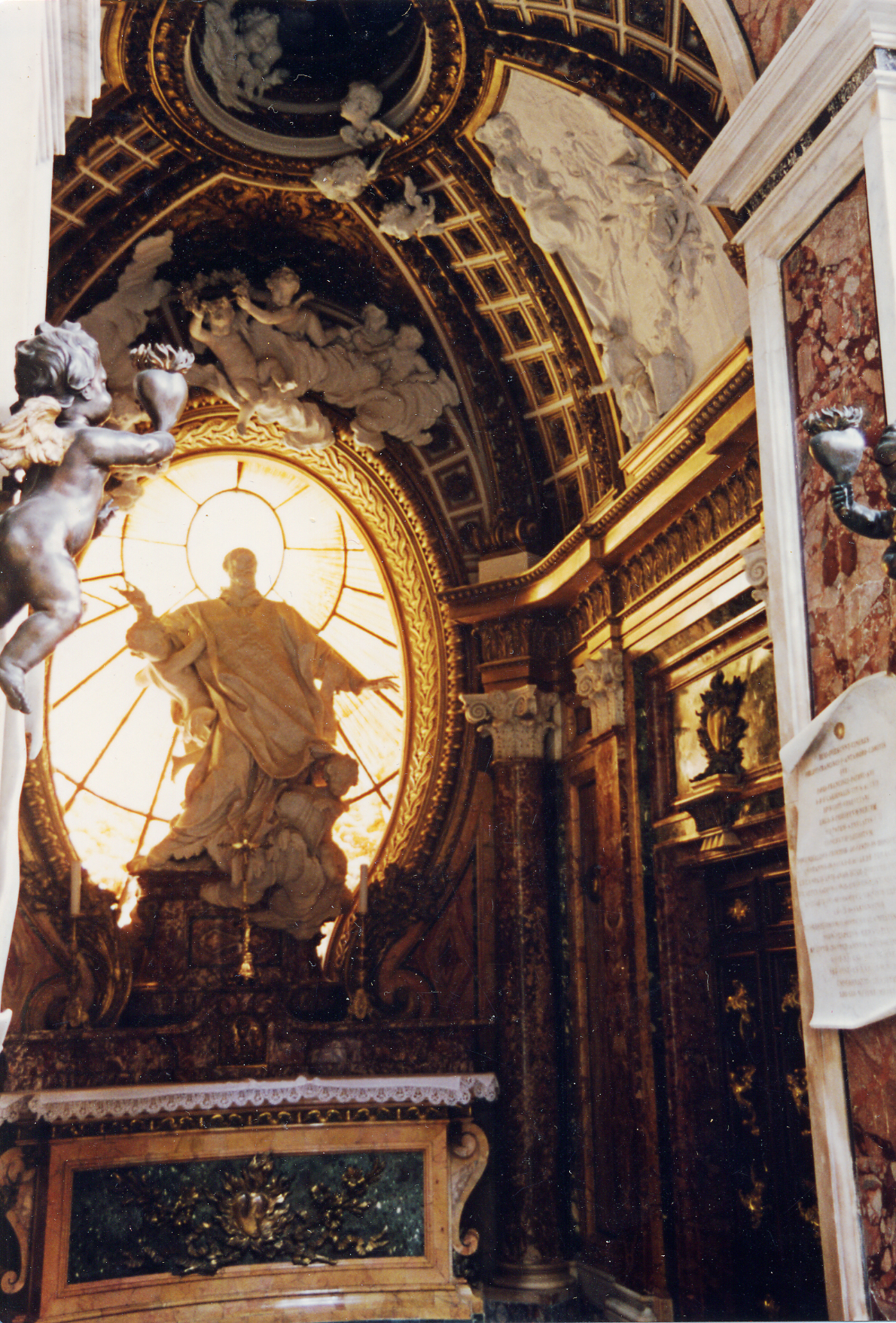
Капелла Антамори. Архитектура Филиппо Юварры, скульптура Пьера Легро Младшего, 1708-1710.
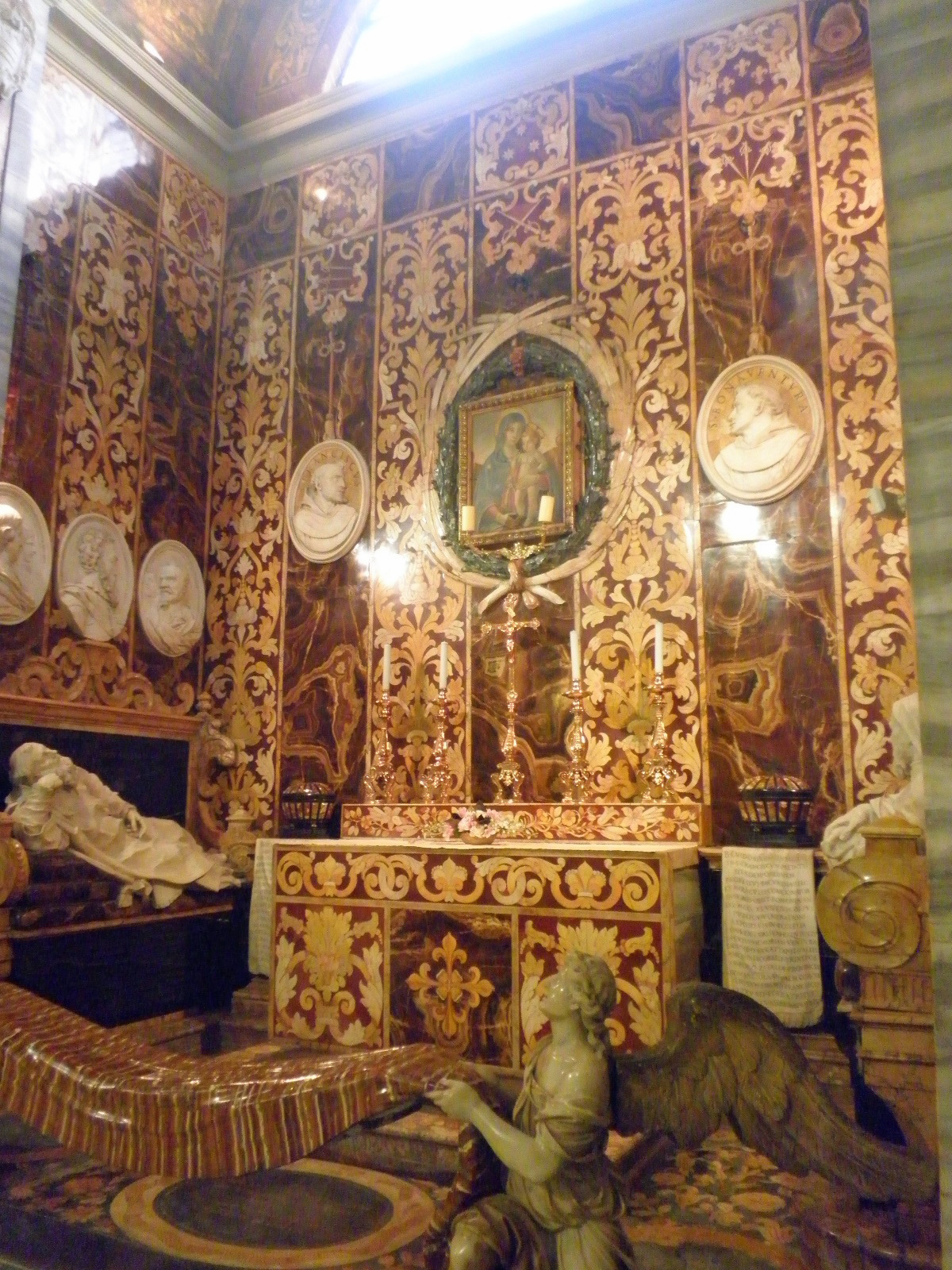
Капелла Спада. Архитектор Франческо Борромини
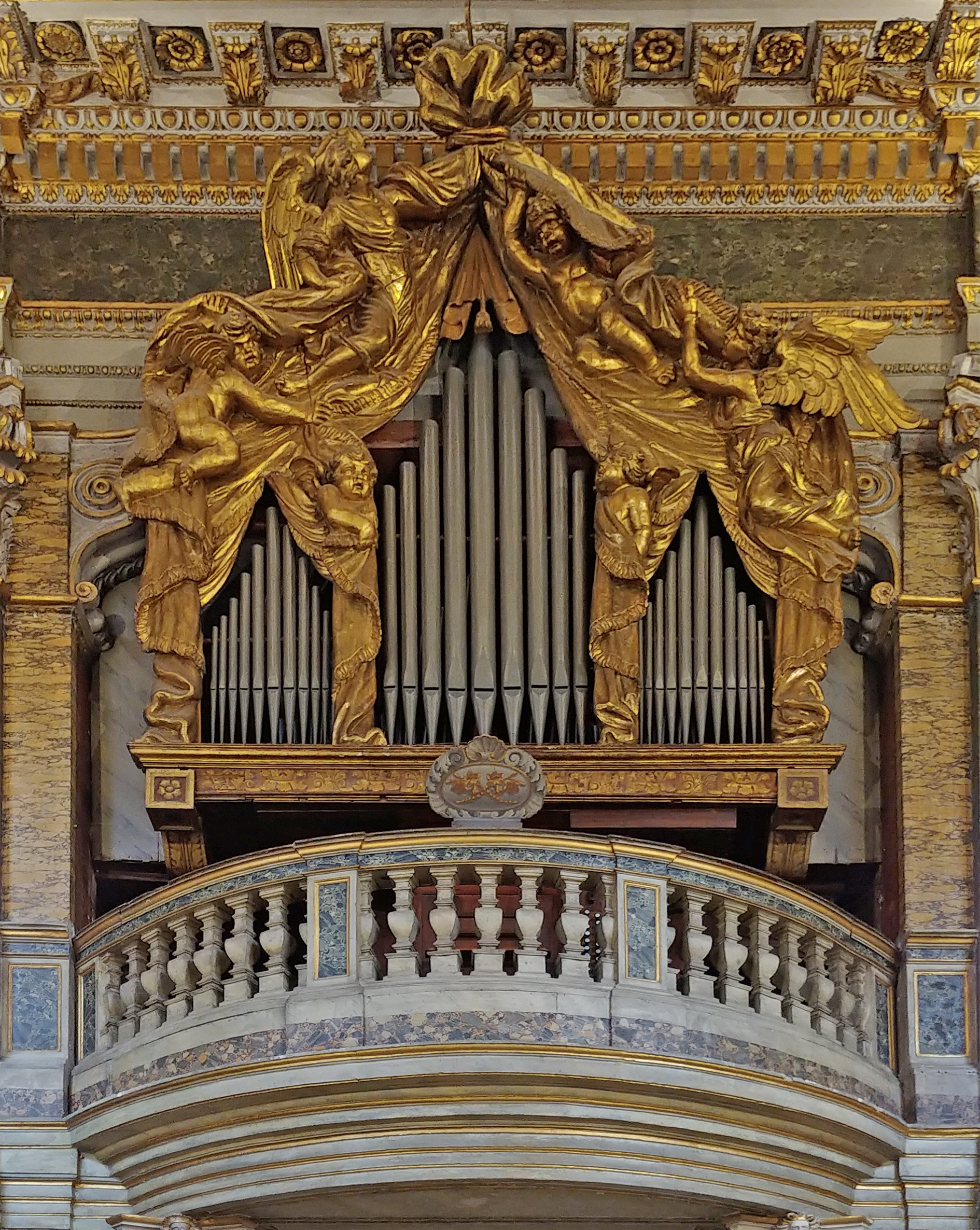
Орган